# Saint-Marcel-l'Éclairé
Saint-Marcel-l'Éclairé es una comuna francesa situada en el departamento de Ródano, de la región de Auvernia-Ródano-Alpes.

## Demografía
| 224 | 253 | 278 | 387 | 471 | 508 | 537 | 502 |
| Para los censos de 1962 a 1999 la población legal corresponde a la población sin duplicidades (Fuente: INSEE [Consultar]) |     |     |     |     |     |     |     |